# Agriculture animale
 (décembre 2023).
Si vous disposez d'ouvrages ou d'articles de référence ou si vous connaissez des sites web de qualité traitant du thème abordé ici, merci de compléter l'article en donnant les références utiles à sa vérifiabilité et en les liant à la section « Notes et références ».
L'agriculture animale est un cas particulier de relations mutualistes ou symbiotique entre une espèce animale et d'autres espèces vivantes qui est analogue à l'agriculture humaine en ce que les animaux agriculteurs se comportent de façon à assurer ou favoriser la fertilisation, la croissance et la survie des espèces cultivées.
Les cas les plus connus d'agriculture dans le règne animal sont :
- les fourmis cultivatrices de champignons
- les fourmis éleveuses d'hémiptères (pucerons) ou de lépidoptères (chenilles)
- les termites cultivateurs de champignons
- les scolytes, des coléoptères cultivateurs de champignons